# Toko Baru II
Toko Baru II (ehemals Antigo Asls) ist eine osttimoresische Aldeia. Sie liegt im Norden des Sucos Culu Hun (Verwaltungsamt Cristo Rei, Gemeinde Dili). In Toko Baru II leben 2724 Menschen (2015).

## Lage und Einrichtungen
Jenseits der Avenida de Becora grenzt Toko Baru II an die Aldeias Funu Hotu und Loe Laco. Westlich des Flussbetts des Mota Bidaus liegt der Suco Acadiru Hun. Der Suco Bidau Santana liegt nördlich der Rua Hospital Nacional Bidau und nordöstlich des Flussbetts des Bemoris, einem Quellfluss des Mota Clarans. Weiter südlich liegt jenseits des Bemoris der Suco Becora.
Im Norden von Toko Baru II liegt das Hospital Nacional Guido Valadares (HNGV), das größte Krankenhaus Osttimors. An der Avenida de Becora befinden sich der Sitz des Sucos Culu Hun und die Grundschule Culu Hun.